# معسكر قيادة الشباب
معسكر قيادة الشباب (YLC) هو برنامج سنوي يعقد لمدة أربعة أسابيع حول مهارات القيادة خاص بـ طلاب الثانوية العامة المصابين بـ |الصمم ويتم عقد هذا البرنامج في الولايات المتحدة منذ نهاية الستينيات من القرن العشرين بوصفه منظمة غير ربحية.
ويتم عقد أنشطة المعسكر باستخدام لغة الإشارة الأمريكية. وتؤكد برامج المعسكر على المسؤولية والمحاسبة الشخصية والمهارات التنظيمية وبناء الفريق والتعليم العالي والوظائف في مهمتها الخاصة بـ المنح التعليمية والقيادة والمواطنة بين الشباب الصم.
لقد تم اعتماد معسكر قيادة الشباب من قبل اتحاد المعسكرات الأمريكية وهو شريك لـ نوادي ليونز العالمية في ولايتي أوريغون وواشنطن.
يتم تقييم المتقدمين إلى معسكر قيادة الشباب من حيث الموقف الأكاديمي والشخصية والإمكانات القيادية والانشغال بالمدرسة والمجتمع. ويجب أن يقدم المتقدمون مقالة وخطابات توصية بطريقة تشبه إجراءات الاختيار عند الالتحاق بالكليات.
مواقع معسكر قيادة الشباب
- 1969: معسكر بحيرة باين في ستراودبرج، بنسلفانيا في جبال بوكونو
- 1970-1989: مخيم بحيرة سوان في بنجلي، مينيسوتا
- 1990-2002: معسكر تالوالي في ستايتون، أوريجون
- 2003: معسكر لاكوديا في ماديسون، داكوتا الجنوبية
- 2004: معسكر سيرتوما إنديفور في داندي، فلوريدا بالقرب من ونتر هافن
- 2005– حتى الآن: معسكر تالوالي في ستايتون، أوريجون

الرعاة
من أمثلة رعاة برامج القيادة للشباب الصم مثل معسكر قيادة الشباب:
- جامعة ولاية كاليفورنيا، نورث ريدج و المركز القومي للصمم التابع لها
- شركة كوميونيكشن سيرفيس للصم لتوفير خدمات الاتصالات للصم
- جامعة جالودت ومركز لوران كليرك القومي لتعليم الصم التابع للجامعة
- أكاديمية ولاية مينيسوتا للصم
- الاتحاد الوطني للصم (الولايات المتحدة)
- [معهد روشستر للتقنية والمعهد الفني الوطني للصم التابع له

## وصلات خارجية
- Camp Taloali website.
- Illinois Association of the Deaf on "what's so special about NAD YLC." Quotes:

«تخرج ما يربو عن 2000 متخرج من معسكر قيادة الشباب. وأصبح الكثيرون من المتخرجين من معسكر قيادة الشباب التابع للاتحاد الوطني للصم قادة ومدافعين عن مجتمع الصم ومن يعانون من صعوبات السمع.»
- DeafNation road trip قام بها اثنان من المشاركين السابقين في معسكر قيادة الشباب وتضم زيارة إلى المعسكر. اقتباسات:

«لقد كان معسكر قيادة الشباب هو الركيزة الأساسية في تطوير الشباب الأمريكي من الصم. فتقريبًا كل شخص مصاب بالصمم يمكنه أن يذكر شخصًا ما شارك في المعسكر.»
- Discussion of costs and merits of YLC and other deaf youth leadership camps على موقع i711.com Video Relay Service.